# Кутб ад-Дин Мубарак-хан
Кутб-уд-Дин Мубарак-шах (урду قطب الدین مبارک شاہ‎) (ок. 1299 — 9 июля 1320) — четвёртый и последний султан Делийского султаната из династии Хильджи (14 апреля 1316 — 1 мая 1320), один из сыновей Ала ад-Дина Хильджи.
После смерти Ала ад-Дина Мубарак-шах был заключен в тюрьму Маликом Кафуром, который назначил его младшего брата Шихаб ад-Дина Умар-шаха марионеточным монархом. После убийства Малика Кафура регентом стал Мубарак-шах. Вскоре после этого он ослепил своего младшего брата и узурпировал власть. После восшествия на престол он прибегнул к популистским мерам, таким как отмена тяжелых налогов и штрафов, наложенных его отцом, и освобождение тысяч заключенных.
Он подавил восстание в Гуджарате, отбил Девагири и успешно осадил Варангал, чтобы получить дань. Он был убит из-за заговора своего генерала Хусроу-хана, который сменил его на султанском троне.

## Ранняя жизнь
Мубарак-шах, также называемый Мубарак-ханом, был сыном делийского султана Ала ад-Дина Хильджи и Дхатьяпали, дочери Рамачандры, царя Девагири из династии Ядавов. После смерти Ала ад-Дина 4 января 1316 года его раб-генерал Малик Кафур назначил 6-летнего сына Ала ад-Дина Шихаб ад-Дина марионеточным монархом, а сам удерживал власть в качестве регента. На церемонии коронации Шихаб ад-Дина Мубарак-шаху и другим сыновьям Ала ад-Дина было приказано поцеловать ноги Шихаб ад-Дина.
Позже Малик Кафур начал преследовать членов семьи Ала ад-Дина, которых он считал угрозой своему контролю над султанским троном. Мубарак-шах, представлявший собой серьёзную угрозу как один из немногих взрослых сыновей Ала ад-Дина, был заключен в тюрьму. Бывшие телохранители (пайки) Ала ад-Дина, которые не одобряли действия Кафура, освободили Мубарак-шаха после убийства Кафура. Согласно сообщению, упомянутому хронистом XVI века Фириштой, Малик Кафур послал нескольких пайков ослепить Мубарак-шаха, но плененный принц отдал им свое драгоценное ожерелье и убедил их убить Кафура вместо этого. Однако этот рассказ является более поздним измышлением: согласно более раннему хронисту Зия-уд-дину Барани, пайки взяли на себя инициативу убить Кафура самостоятельно.

## Регентство
После убийства Малика Кафура дворяне предложили Мубарак-шаху пост регента (Наиб-и Мульк). Однако Мубарак-шах верил, что как регент его жизнь будет в постоянной опасности. Первоначально он отклонил это предложение и вместо этого попросил разрешить ему уехать в другую страну вместе с его матерью. Тем не менее, дворяне убедили его принять регентство.
Таким образом, Мубарак-шах стал регентом своего младшего сводного брата Шихаб ад-Дина. Несколько недель спустя он обвинил мать Шихаб ад-Дина Дхатьяпалли в попытке отравить его. Впоследствии он посадил Шихаб ад-Дина в тюрьму в Гвалиоре, ослепил его и узурпировал трон.

## Вступление на трон
Мубарак-шах взошел на трон с титулом Кутб ад-Дин 14 апреля 1316 года, когда ему было 17 или 18 лет . Мубарак-шах сохранил на своих постах и должностях офицеров и губернаторов Ала ад-Дина, что обеспечило стабильное правительство в течение первого года его правления. Он также сделал несколько новых назначений:
- Малик Динар, занимавший при Ала ад-Дине должность шухна-и-пил (хранителя слонов), получил титул Зафар-хана. Позже Мубарак-Шах женился на его дочери[10].
- Мухаммад Маулана, дядя Мубарак-шаха по материнской линии, получил титул Шер-хана[10].
- Маулана Зия-уд-дин, сын учителя каллиграфии султана Мауланы Бахауддина, получил титул Кази-хана и должность Садр-и Джахана[10]. Ему также был подарен золотой кинжал, усыпанный драгоценными камнями[11].
- Малик Кара-бег, один из старших офицеров Ала ад-Дина, получил около 14 должностей. Его сыновья также получили высокие посты[10].
- Малик Фахруддин Джуна, сын Туглака (Гази Малик), получил должность Амира Ахура (главы конницы)[11].
- Рабу Хасану был пожалован титул Хусроу-хана с вотчиной Малика Кафура. Позже, в течение первого года правления Мубарак-шаха, он был повышен до должности везиря[11].

Султанские телохранители, убившие Малика Кафура, приписывали себе заслуги в том, что он посадил на трон Мубарак-хана, и требовали высоких постов при его дворе. Вместо этого Мубарак-хан приказал обезглавить их.
Мубарак-шах приписывал свое восхождение к власти Божественной воле. Однажды он спросил своих придворных, ожидал ли кто-нибудь из них, что он станет султаном. Когда они ответили отрицательно, он заявил, что Аллах сделал его царем, и только Аллах может снять его с этого поста. Он принял титул Халифатулла («представитель Бога»), который появляется на его монетах.

## Политика
Чтобы завоевать народную поддержку, Мубарак-шах отменил несколько решений своего отца Ала ад-Дина:
- Ала ад-Дин распорядился о тюремном заключении около 17 000-18 000 сотрудников полиции по различным причинам, включая коррупцию и политические преступления. Мубарак-шах приказал освободить всех этих пленников, которые остались ему благодарны[9].
- В последние годы своего правления Ала ад-Дин перестал получать публичные прошения. Мубарак-шах возродил систему подачи петиций и очень часто издавал приказы в пользу просителей.
- Администрация Ала ад-Дина включила ряд частных земель в состав территории султанского домена (Халиса). Мубарак-шах вернул эти земли их частным владельцам[9].
- Мубарак-шах отменил суровые штрафы и налоги и запретил Министерству доходов применять суровые меры, такие как порка и тюремное заключение, для взыскания налогов[12].
  - Более низкие земельные налоги улучшили положение помещиков и крестьян. Зия-уд-дин Барани, ортодоксальный мусульманин, жаловался, что индусы (земледельцы), которые были доведены до нищеты во время правления Ала ад-Дина, теперь носили красивую одежду и ездили верхом на лошадях.
- Он также отменил меры контроля цен Ала ад-Дина, что привело к росту инфляции[9].
  - Существенно выросли цены на зерно и сырьевые товары. По словам Барани, мултанские купцы радовались смерти Ала ад-Дина и теперь открыто прибегали к спекуляции[11].
  - Цена на красивых рабынь, евнухов и юношей поднялась до 500 танков, а иногда и до 2000 танков[9] . Помимо инфляции, высокий спрос также был фактором этого роста цен: новый султан любил чувственные удовольствия, и широкая публика последовала его примеру[12].
  - Средняя заработная плата увеличилась в четыре раза. Ежегодное жалованье слуг увеличилось с 10-12 танков до 100 танков в год[9].
- Мубарак-шах наградил солдат армии суммой, равной шестимесячному окладу, и увеличил офицерские надбавки и стипендии[11].
- Он также увеличил субсидии Сайидам и улемам[9].
- Мубарак-шах продолжал запрет Ала ад-Дина на употребление алкогольных напитков, но это было сделано мягко, и спиртное продолжало ввозиться в столицу[9].

## Военная карьера

### Подавление восстания в Гуджарате
Перед смертью Малик Кафур организовал заговор с целью убийства Алп-хана, губернатора Гуджарата. Из-за этого армия султаната в Гуджарате, возглавляемая Хайдаром и Зираком, подняла восстание. Кафур послал губернатора Девагири Айна аль-Мулька Мултани для подавления восстания. Во время своего похода в Гуджарат, недалеко от Читтора, Мултани получил известие, что Малик Кафур был убит. Его офицеры тогда решили отказаться от марша до дальнейших распоряжений из Дели.
Взойдя на трон, Мубарак-шах послал Малика Туглака в лагерь Мултани, прося его продолжить поход в Гуджарат. Однако офицеры Мултани предложили подождать 1-2 месяца, прежде чем выполнять приказы, так как они не видели нового султана и не были уверены, что его правление будет стабильным. Малик Туглак решил, что несогласные офицеры хотят, чтобы их посты были гарантированы при новом режиме. Поэтому он вернулся в Дели и посоветовал Мубарак-шаху послать каждому офицеру по фирману (доверенности) и хилату (почетная мантия). Султан согласился, и когда Малик Туглак вернулся в Читтор, офицеры согласились продолжить свой поход в Гуджарат. Туглак возглавлял Авангард, а Айн аль-Мульк Мултани — верховное командование армией.
Мултани убедил большинство повстанцев присоединиться к его войскам. Хайдару, Зираку и их сторонникам пришлось бежать из Гуджарата. Затем Мубарак-шах назначил своего тестя Малика Динара Зафар-хана губернатором провинции Гуджарат. Новый губернатор пошел на компромисс с индусскими вождями и хорошо управлял провинцией. Он собрал большую сумму денег у вождей и землевладельцев Гуджарата и отправил её в Дели.
Во второй год своего правления Мубарак-шах по неизвестным причинам казнил Зафар-хана и назначил своего гомосексуального партнера Хусам-уд-дина губернатором Гуджарата. После того как Хусамуддин был свергнут местными эмирами за вероотступничество, Мубарак-шах назначил Вахидуддина Курайши новым губернатором Гуджарата. Курайши также получил титул Садрул-Мульк. После того как Айн аль-Мульк Мултани был послан править Девагири, Курайши был отозван в Дели и назначен вазиром с титулом Таджул Мульк.

### Экспедиция на Девагири
Царство Ядавов со столицей в Девагири в регионе Декан стало подчиненным государством Дели во время правления Ала ад-Дина Хильджи. Ала ад-Дин решил не присоединять Девагири к своим владениям, потому что из Дели было трудно контролировать эти отдаленные территории. Но после восстания Бхилламы в царстве Ядавов его полководец Малик Кафур взял на себя управление Девагири и получил письма о подчинении от различных вождей. После того, как Малик Кафур был отозван в Дели, Айн аль-Мульк Мултани действовал в качестве губернатора Девагири, но позже он также был отозван, чтобы подавить восстание в Гуджарате.
Воспользовавшись этим, ядавы захватили Девагири и провозгласили свою независимость. Ими руководили Харапаладева (или Хирпал), который, вероятно, был зятем бывшего правителя Ядавов Рамачандры, и его первый министр Рагхава (или Рагху).
Мубарак-шах хотел вернуть Девагири сразу же после его восшествия на престол, но его советники посоветовали ему не пытаться сделать это, не укрепив сначала свое правление в Дели. В апреле 1317 года, на второй год своего правления, Мубарак-шах выступил в Девагири с большой армией. Перед отъездом из Дели он поручил управление страной своему тестю Шахину с титулом Вафа Малик.
Мубарак-шах следовал хорошо известным маршрутом до Девагири, собирая свои силы в Тилпате близ Дели, а затем маршируя до Девагири примерно через два месяца. Когда султанская армия достигла Девагири, все местные вожди, кроме Рагхавы и Харапаладевы, признали сюзеренитет Мубарак-шаха, не оказывая никакого сопротивления.
Рагхава и его кавалерия численностью около 10 000 человек, а также Харапаладева бежали в холмистую местность близ Девагири. Делийские военачальники Хусроу-хан и Малик Кутлуг (носивший титул Амир-и Шикар) повели армию в погоню за ними. Делийские войска полностью разгромили армию Рагхавы. Хусроу-хан направил войско во главе с Амир-и Кох Маликом Ихтияруддином Талбагой (сыном Ягды), чтобы преследовать Харапаладеву, который был ранен и взят в плен после 2-3 стычек. Харапаладева был представлен султану Мубарак-шаху, который приказал обезглавить его. Тело Харапаладевы было повешено у ворот Девагири.
Мубарак-шах провел некоторое время, укрепляя свое правление в Декане. Малик Яклахи, который служил наибом-и-Барид-и-мумаликом Ала ад-Дина, был назначен губернатором Девагири.

### Осада Варангала
Царство Какатия со столицей в Варангале было ещё одним царством, подчинявшимся Ала ад-Дину. Однако правитель Какатии Пратапарудра перестал платить дань Делийскому султанату. Поэтому Мубарак-шах послал армию, чтобы подчинить его. Войско возглавляли Хусроу-хан, Хваджа Хаджи (служивший военным министром у Ала ад-Дина) и Малик Кутлуг (Амир-и Шикар). Делийская армия осадила столицу Какатии Варангал, и Пратапарудра, оказав некоторое сопротивление, решил заключить перемирие. Он отдал захватчикам огромное количество богатств и согласился регулярно платить дань. Покорив какатийцев, Хусроу-хан отправился в Эллору, где уже месяц жил Мубарак-шах. Остальная армия присоединилась к нему на берегу реки Нармада, когда он возвращался в Дели.

## Личная жизнь
Мубарак-шах был бисексуален. В его гареме было большое количество женщин, многие из которых сопровождали его в походах. Убив своего брата Хизр-хана, он взял его вдову Девал в свой собственный гарем. Согласно историку XVI века Фириште, который называет Мубарак-шаха «чудовищем в облике человека», Мубарак-шах имел обыкновение выставлять нагих проституток на террасах своих дворцов и заставлять их мочиться на дворян, входящих в его двор.
У Мубарак-шаха также были гомосексуальные отношения с двумя братьями, Хасаном (позднее Хусроу-ханом) и Хусам-уд-дином (или Хисам-уд-дином). Согласно Туглак Нама Амира Хусрау, оба брата принадлежали к индуистской военной касте Бараду. Они были захвачены во время завоевания в 1305 году Малвы Айн аль-Мульк Мултани. Они были привезены в качестве рабов в Дели, где их воспитал наиб-и хас-и хаджиб Ала ад-Дина Малик Шади. Оба брата действовали как пассивные гомосексуалисты только для того, чтобы сохранить свой статус и положение. Мубарак-шах назначил Хусам-уд-дина губернатором Гуджарата после казни бывшего губернатора Малика Динара Зафар-хана без всякой видимой причины. Позже Хусам-уд-дин стал отступником (от ислама), из-за чего эмиры Гуджарата арестовали его и отправили в Дели в цепях. Мубарак-шах просто дал ему пощечину и сохранил за ним высокое положение при дворе.
Мубарак-шах предпочитал Хасана в качестве партнера, но обращался к Хусам-уд-дину всякий раз, когда Хасан был недоступен. Их отношения не были тайной, и Мубарак и Хасан обычно обменивались объятиями и поцелуями на публике. Мубарак дал Хасану титул Хусроу-хана, несколько икт, войско покойного Малика Кафура и должность визиря. По свидетельству хрониста Барани Мубарак стал «так влюблен в Хасана… что он не хотел расставаться с ним ни на минуту». Барани далее заявляет, что Хасан возмущался «тем, как султан навязывал себя ему и использовал его в своих интересах», и тайно планировал отомстить ему. Другие подчиненные Мубарака предупредили его о планах Хусроу, но, будучи изнасилованным султаном, Хусроу убедил его, что обвинители ложно клевещут на него. В конечном итоге Мубарак был убит сообщниками Хусроу-хана.

## Смерть
Хусроу-хан убедил Мубарак-шаха позволить ему собрать войско из индусов-бараду, утверждая, что у всех других знатных людей (маликов) есть свои собственные вооруженные отряды. Согласно Туглакнаме, эта армия включала 10 000 всадников бараду и командовала несколькими индусскими вождями.
Затем Хусроу-хан связался с офицерами, недовольными султаном Мубарак-шахом. Бахауддин, дабир, поссорившийся с султаном из-за женщины, присоединился к заговорщикам. К Хусроу-хану присоединились некоторые сановники и офицеры. Первоначально заговорщики планировали убить султана во время охоты в Сирсаве, но Юсуф-Сахи и его коллеги выступили против этого плана, утверждая, что султанская армия перебьет заговорщиков в открытом поле. Вместо этого они предложили убить султана во дворце Хазар Сутун, а также взять в плен всех знатных людей во дворце. Затем Хусроу-хан сказал султану, что он хочет, чтобы его людям был предоставлен доступ во дворец, чтобы они могли встретиться с ним, не требуя, чтобы он покинул компанию Султана. Султан подчинился, и впоследствии каждую ночь 300—400 бараду начали входить во дворец. Они собрались в бывших покоях Малика Кафура на первом этаже дворца, который был отведен Хусроу-хану.
7 мая 1320 года Кази Зия-уд-дин, учитель султана, предложил провести расследование в отношении собрания бараду. Однако султан гневно отверг это предложение, и никто из знати не осмелился сделать подобное предложение . Барани утверждает, что когда султан рассказал Хусроу-хану о предложении Кази Зия-уд-дина, Хусроу-хан завоевал его доверие, занимаясь с ним любовью.
В ночь на 9 июля 1320 года Кази Зия-уд-дин посетил первый этаж дворца для наблюдения за дворцовой охраной. Рандхол, дядя Хусроу-хана по материнской линии, вошел во дворец с большим количеством индусов-бараду, которые прятали кинжалы под одеждой. Когда Зия-уд-дин ослабил бдительность, чтобы принять от Рандхола препарат из листьев бетеля, вождь Бараду Джахария заколол его ножом. Султан, находившийся в компании Хусрау-хана на верхнем этаже, услышал шум, вызванный убийством Зия-уд-дина. Однако Хусроу-хан сказал ему, что султанские лошади вырвались на свободу, и шум был вызван тем, что стражники пытались поймать животных. Тем временем Джахарья и другие бараду проникли на верхний этаж и убили двух султанских телохранителей. Теперь султан понял, что против него готовится восстание, и попытался бежать в свой гарем, который располагался этажом выше. Однако Хусроу-хан остановил его, схватив за волосы. Султан повалил Хусроу-хана на землю и сел ему на грудь, но Хусрау-хан не отпускал его волос. Тем временем Джахарья прибыл на место происшествия, воткнул патту (топор) в грудь султана, поднял его за волосы и бросил на землю. Затем он обезглавил султана, и голова была позже брошена во дворе на первом этаже. Султанские гвардейцы бежали, чтобы спасти свои жизни, так как большое количество Бараду начали убивать придворных. Бараду убили или ослепили других выживших сыновей Ала ад-Дина, чтобы устранить притязания династии Хильджи на султанский трон, а также убили мать Мубарак-шаха Джатьяпали.